# Burgmannshof Bassum
Der ehemalige Burgmannshof Bassum in Bassum, Harpstedter Straße 18, wurden um 1600 gebaut.
Das Gebäude ist ein Baudenkmal in Bassum.

## Geschichte
Der Hof entstand zusammen mit der Errichtung der Burg (Slot) Freudenberg vor 1380 für den Vogt der Grafen von Oldenburg-Bruchhausen, deshalb der Name Burgmannshof. Es war üblich, dass der Vogt nicht in der Burg, aber in seiner Nähe residierte (siehe auch Burgmannshof). 1672 (Kaufurkunde) verkauften Friederich von Pretlage und seine Frau Haus und Hof an Frantz Christoff von Bergknecht. Dieser übergab 1700 die Verwaltung an Sebastian von Lingen, zu dessen Familie auch der erste Bassumer Apotheker, Hinrich von Lingen, gehört haben soll. 1790 erwarb der Bremer Kaufherr Hermann Heinrich Ficke das Anwesen, verkaufte es bald danach an Caspar Conrad von Lingen aus Walle. Ab 1829 war Ernst Friedrich Albert von dem Busche Eigentümer. Der Hof war bis 1848 ein gesellschaftliches Zentrum. Danach wechselte der Hof häufiger seine nun bürgerlichen Eigentümer, die zeitweise Wohnungen im Haus vermieteten.
Das zweigeschossige Fachwerkhaus stammt von um 1600 mit Putzausfachungen und Walmdach sowie zwei späteren eingeschossigen Anbauten. Das Gebäude wurde nur im Untergeschoss saniert.

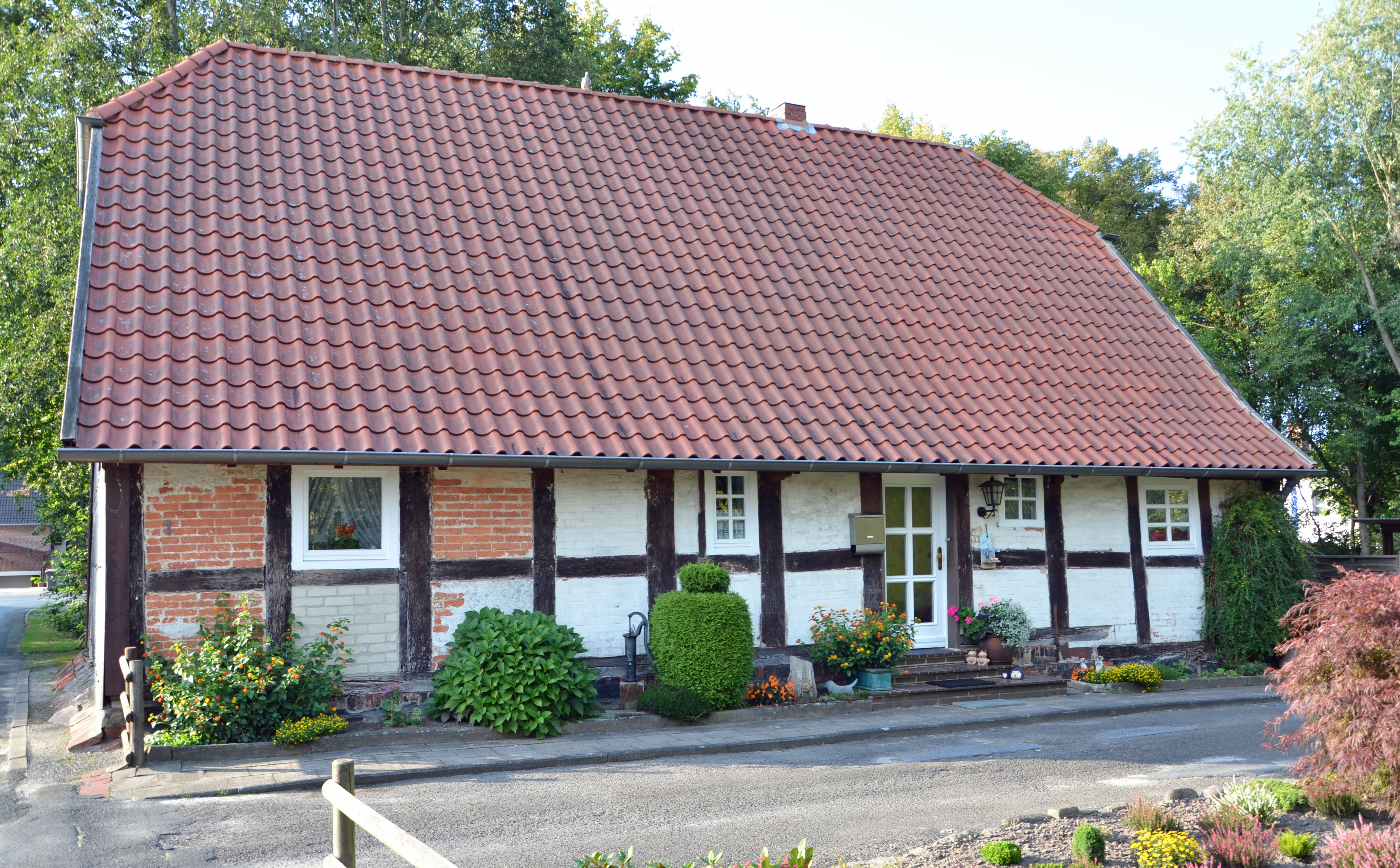
Pförtnerhaus

In unmittelbarer Nähe (Amtsfreiheit 1) steht das eingeschossige denkmalgeschützte ehemalige Pförtnerhaus in Fachwerk mit Krüppelwalmdach, dass heute vermutlich als Wohnhaus genutzt wird.